# Albert-Jean
Albert-Jean, nom de plume de Marie-Joseph-Albert-François Jean, est un poète, romancier et auteur dramatique français né à Capestang le 28 juin 1892 et mort le 7 septembre 1975 dans le 14ème arrondissement de Paris.

## Biographie
Proche du Grand-Guignol, Albert-Jean fut président de la Société des gens de lettres.

## Principales publications

### Poésie
- La Pluie au printemps (1912).
- L'Ombre des fumées (1913).
- Le Passant du monde.

### Romans
- Maude et les trois jeunes gens (1914).
- Bouillotte et Jérémie.
- Le Besoin d'aimer.
- La Dame aux écailles (1920).
- La Ville de joie.
- La Vallée de larmes.
- Derrière l'abattoir.
- Cœur gagnant !.
- Le Singe (1925), roman coécrit avec Maurice Renard qui met en scène l'écrivain J.-H. Rosny aîné[2].
- Une rose à la main (1926).
- La Proie de l'homme.
- Le Retour du printemps.
- L'Amour sous clef.
- Crime à Berlin.
- Inès et Isabelle.
- Le Quartier des Andalous.
- Le Tunnel aux étoiles.
- Belles du sud (1942).
- Le Vinaigre des quatre voleurs.
- Le Rendez-vous des Karpathes.
- La Maison du vent (1946).
- La Cavalière du champ d'asile.
- Les Demoiselles de San-Carlos.
- Amours à Saint-Domingue (1950).
- Impasse du désir, Éditions Ferenczi, 1951.

### Nouvelles
- Rapaces et nocturnes.

### Histoire
- Le Secret de Barbe-Bleue (1950).

### Théâtre
- Le Sursaut, (3 actes, théâtre de l'Odéon).
- L'Étrange épouse du professeur Stierbecke, 3 actes, mise en scène de Gaston Baty, au Studio des Champs-Élysées[3].
- Je serai seule après-minuit, (3 actes Comédie-Caumartin).
- L'Araignée au plafond, (3 actes, théâtre de l'Œil-de-Paris).
- Tantale, (3 actes, théâtre de l'Œuvre).
- Hôtel des masques, (3 actes Théâtre Montparnasse, mise en scène Gaston Baty, 1935).
- Gilles de Rais, (3 actes, théâtre de l'Odéon).
- Les Morts étranges d'Albury, (1 acte, théâtre du Grand-Guignol).
- Les Tourterelles, (1 acte, Nouveau-Théâtre).
- Lilette Davryl, (1 acte, théâtre du Grand-Guignol).
- L'Amant de la morte (1925, théâtre du Grand-Guignol).
- Tantale (1932).

### Collaboration
- 600 000 francs par mois (1933, pièce en 3 actes, Scala).
- Prise, (3 actes, théâtre de l'Avenue).
- Amours, Délices, (3 actes, Comédie-Caumartin).
- Le Poisson noir, (2 actes, théâtre du Grand-Guignol).
- Le Jeu du parvis (1 acte, parvis Notre-Dame - place Jean-Paul-II).

## Pour approfondir